# Turbidite Hill
Der Turbidite Hill ist ein Hügel in der antarktischen Ross Dependency. Er ragt 6 km östlich des Laird-Plateaus an der Nordseite des Olson-Firnfelds auf.
Die Mannschaft einer von 1964 bis 1965 durchgeführten Kampagne der New Zealand Geological Survey Antarctic Expedition zur Holyoake Range, Cobham Range und Queen Elizabeth Range benannte ihn nach dem Turbidit in Sandsteinschichten der sogenannten Beacon Supergroup, aus dem der Hügel in Teilen besteht.